# ミッチェル発電所
座標: 北緯39度49分47.99秒 西経80度49分4.79秒 / 北緯39.8299972度 西経80.8179972度
ミッチェル発電所 (Mitchell Power Plant) は、アメリカ合衆国のウェストバージニア州マウンズヒルに位置する火力発電所である。この発電所には高さ367.6mの煙突がある。1971年に竣工された。